# Навозник рассеянный
Наво́зник рассе́янный (лат. Coprinellus disseminatus) — гриб семейства Псатирелловые (Psathyrellaceae), ранее относился к семейству Навозниковые. Несъедобен из-за маленького размера шляпок, содержащих очень мало мякоти. 
Научные синонимы:
- Agaricus pallescens Schaeff., 1774 basionym
- Coprinellus disseminatus (Pers.) J.E. Lange, 1938 и др.[1]

Русские синонимы:
- Навозник распространённый

## Описание
Шляпка яйцевидной, конической или колокольчатой формы диаметром 0,5—1,5 см, бороздчатая или складчатая. Кожица кремового или охристого цвета, к центру более тёмная до тёмно-коричневой, с возрастом выцветает, становится серой или беловатой. Её поверхность бархатистая, покрыта волосками и зёрнышками (остатки покрывала), которые можно различить в лупу.
Мякоть шляпки очень тонкая и нежная, без выраженного вкуса и запаха.
Ножка 1—5 см длиной и 1—2 мм в диаметре, беловатая, выглядит прозрачной, полая и очень хрупкая, иногда утолщённая возле основания.
Пластинки относительно редкие, свободные или приросшие к ножке, выпуклые. Цвет сначала белый, быстро становится серо-фиолетовым, позже коричнево-чёрным. В отличие от других навозников, пластинки у этого вида расплываются только в дождливую погоду, а в отсутствие влаги гриб засыхает.
Споровый порошок чёрный, споры 8,5×4,5 мкм, эллипсоидальные, с порой.

## Экологияи распространение
Сапротроф, обитает на пнях и гниющей древесине лиственных деревьев. Появляется массовыми скоплениями иногда в несколько сотен плодовых тел. Часто встречается, распространён в северной умеренной зоне.
Сезон лето — осень.

## Сходные виды
- Psathyrella pygmaea похожа внешне и по месту обитания, отличается менее складчатой шляпкой без волосков и зёрнышек.
- Навозник складчатый (Coprinus plicatilis) растёт в траве и не образует больших скоплений, поверхность шляпки его без волосков и остатков покрывала.